# 布达佩斯兽医大学
布达佩斯兽医大学（Állatorvostudományi Egyetem）是一所位于匈牙利首都布达佩斯的公立大学，成立于1787年，2000-2016年曾属于匈牙利农业与生命科学大学。